# Carlos Cornejo
Carlos Cornejo Alayza (Lima, 2 de mayo de 1972) es un periodista, columnista, locutor, personalidad de radio y presentador de televisión peruano.

## Biografía
En sus primeros años estudió en la Facultad de Comunicaciones de la Universidad de Lima. Posteriormente se desempeñó en el segmento de noticias de CPN Radio, en que Cornejo permaneció hasta 2010 cuando cambio la administración de la emisora. También se desempeñó en la Coordinadora Nacional de Radio y en espacios radiofónicos de la Pontificia Universidad Católica del Perú, cuyas producciones fueron emitidas por Radio San Borja.
Fue imagen de Canal N desde su llegada en 2001. En 2008 alcanzó el segundo lugar en el evento Historias Producidas de la Fundación Manuela Ramos, por su trabajo La buena memoria. Adicionalmente fue corresponsal de Radio Nederland.
En 2008, tomó un receso en el canal de cable para regresar en 2010, periodo en que fue convocado para un próximo proyecto de Global Televisión. Posteriormente copresentó De 6 a 9 con Carla Harada, hasta 2015 donde fue retirado. La dupla fue partícipe de Sabemos lo que hiciste de la agencia La Comba Comunicaciones sobre el reportaje de la red de corrupción durante el gobierno de Alberto Fujimori. Posteriormente fundó La Factoría, su plataforma independiente de comunicación. Cornejo fue incluido en el especial Los mejores de 2014 por la revista Gente.
En 2016, fue presentador y moderador del debate presidencial en Piura con Mónica Delta.
En 2022, volvió como moderador en el debate municipal de Lima metropolitana junto a Josefina Townsend. Además, regresó a TV Perú para conducir el programa político Rimanchik, programa político de entrevistas y opinión. Sin embargo, en 2023 la administración retiró a Cornejo luego de responsabilizar a un policía por agredir a un manifestante en Lima durante la convulsión social. Tras su salida, fue convocado para el canal Nativa hasta mediados de 2024.

## Vida privada
Tiene dos hijos.

## Créditos

### Televisión
- América Hoy (América TV, 2002)
- Un nuevo día (América TV, 2002-2003)[15]
- Saber y ganar (América TV, 2003)
- 2 a la N (Canal N, 2004-2006, 2012-2015)
- Global noticias (Red Global, 2007-2008)[16]
- De 6 a 9 (Canal N, 2010-2015)[8][17]
- Rimanchik - Hablemos (TV Perú, 2022)[2]
- Las mañanas con Carlos Cornejo (Nativa, 2023-2024)[14]

### Radio
- Hoy por hoy (CPN)[5][18]
- El Perú informa (Radio San Borja coproducido por la Coordinadora Nacional de Radio)[19]
- Espacio de gestión (Radio San Borja coproducido por PUCP)[20]
- Calidad al día (Radio San Borja coproducido por PUCP)[21]
- Escuela abierta (Exitosa coproducido por Derrama Magisterial, desde 2017)[22]

### Internet
- Amigos con derechos (PUCP, 2024)[23]